# Marc Minkowski
Marc Minkowski (Parigi, 4 ottobre 1962) è un direttore d'orchestra e fagottista francese  specializzato nell'esecuzione di musiche del repertorio barocco francese.

## Biografia
Figlio di Mary Anne (Wade), statunitense, e di Alexandre Minkowski, medico pediatra franco-polacco e uno dei fondatori della neonatologia, iniziò la carriera musicale come fagottista con René Clemencic nel Clemencic Consort e poi con Philippe Pierlot nel Ricercar Consort.
Nel 1982 fondò "Les Musiciens du Louvre", un'orchestra dedicata alla riscoperta della musica barocca francese eseguendo musiche di Marin Marais (opera Alcione), Jean-Joseph Mouret (opera Les amours de Ragonde), Marc-Antoine Charpentier, Jean-Baptiste Lully (opera Phaëton all'Opéra National de Lyon) e Jean-Philippe Rameau (opera Hippolyte et Aricie). L'orchestra ha anche eseguito opere poco conosciute di Händel, come Teseo, Amadigi, Riccardo Primo e Ariodante, oltre a diverse opere di Christoph Willibald Gluck compresa Armida (al Centre de Musique Baroque de Versailles), Alceste e Ifigenia in Tauride (al Festival Bach della Royal Opera House, Covent Garden).
Les Musiciens du Louvre si sono trasferiti a Grenoble dopo il 1996, presso la Maison de la Culture de Grenoble.
Minkowski ha poi ampliato la sua specializzazione estendedola all'intero settore dell'opera lirica. Ha diretto Idomeneo di Mozart nel 1996 all'Opéra National de Paris e Il ratto dal serraglio al Festival di Salisburgo. Ha inoltre diretto Le nozze di Figaro al Festival di Aix-en-Provence e Mitridate, re di Ponto al Festival di Salisburgo, Giulio Cesare di Handel ad Amsterdam, Parigi e Zurigo (con Cecilia Bartoli) e Il trionfo del tempo e del disinganno a Zurigo,  La favorita di Donizetti a Zurigo e Ifigenia in Tauride di Gluck fra le altre.
Ha registrato Orfeo all'inferno, La bella Hélène e La Grande-Duchesse de Gérolstein di Jacques Offenbach, oltre che il Concerto militare per violoncello e orchestra in Sol, con Jérôme Pernoo (violoncello).
Oltre che Les Musiciens du Louvre, Minkowski ha diretto la Mahler Chamber Orchestra, la Filarmonica di Berlino, l'Orchestre de Paris, la Los Angeles Philharmonic, il Mozarteum di Salisburgo e la Staatskapelle di Dresda. Nel 2008 è diventato direttore musicale della Sinfonia Varsavia.
La maggior parte delle sue incisioni sono state realizzate per la Deutsche Grammophon, ma ha inciso anche per Erato, EMI, Virgin Classics e Naïve Records. Nel 2014 la Naïve ha pubblicato una registrazione dell'originale de Der fliegende Holländer e la prima registrazione di Le Vaisseau fantôme di Dietsch.